# Garsten
Garsten je městys v sousedství Štýru. Žije zde 7400 obyvatel.

## Historie
První zmínka o obci pochází z roku 965. Hlavní dominantou obce je areál bývalého benediktinského kláštera, jehož původ se datuje do roku 1082. Na přelomu let 1110/1111 se stal samostatným opatstvím, tehdy v rámci Pasovské diecéze. Jeho prvním opatem byl Berthold von Garsten, neoficiálně považovaný za svatého už krátce po své smrti (27. července 1142). 

Po roce 1677 byl klášter postupně přebudováván v barokním slohu, nový klášterní kostel byl vysvěcen v roce 1693. V roce 1784 se klášter stal součástí nově ustavené Linecké diecéze, ale už v roce 1787 bylo opatství Josefem II. zrušeno.
Poté, co klášterní areál nějakou dobu chátral, v roce 1850 se areál dostal do rukou státu a krátce nato byl z větší části změněn na věznici, která se zde nachází dodnes. Klášterní kostel Nanebevzetí Panny Marie je samostatným farním kostelem mimo areál kláštera. Uvnitř kostela jsou pohřbeny osobnosti považované za nejvýznamnější v dějinách kláštera – zakladatel kláštera Ottokar II. a první opat svatý Berthold Garstenský. Kolem kostela byl od roku 1720 budován hřbitov a ve stejném roce zbudována i hřbitovní Křížová kaple.
Další zajímavou náboženskou památkou v Garstenu jsou kamenná boží muka z roku 1507 se dvěma reliéfy pozdně gotického charakteru v aleji Svatého Bertholda.